# 진월동시외버스정류소
진월동시외버스정류소는 광주광역시 남구 진월동에 있는 시외버스정류장이다. 광주남부시외버스정류소라고도 한다. 건물의 간판에는 남부시외버스정류소라고 적혀있지만 앞의 조형물에는 진월동 시외버스정류장이라고 적혀있다. 버스타고에서는 광주진월동이라는 이름을 사용한다.

## 운행 노선
주로 목포, 강진, 해남, 완도, 진도 방면으로 운행하는 시외버스 노선이 정차한다.
| 방면        | 행선지                                                     |
| ----------- | ---------------------------------------------------------- |
| 호남권 방면 | 목포, 남악, 함평, 고금, 당목, 강진, 해남, 완도, 진도, 땅끝 |